# Rainham (Londra)
Rainham è un quartiere nella zona est di Londra, Inghilterra, che forma la parte orientale del borgo londinese di Havering ed è situato a 13,6 mi (21,9 km) a est di Charing Cross.